# Щавинский, Василий Александрович
Василий Александрович Щавинский (1868—1924) — российский химик-технолог, искусствовед и коллекционер; профессор, сотрудник журнала «Старые годы».

## Биография
Родился 20 января 1868 года в местечке Илинец Липовецкого уезда Киевской губернии. Начальное образование получал в Каменец-Подольской гимназии и реальном училище в Новозыбкове (Черниговская губерния).
В 1898 году окончил Политехнический институт в Цюрихе по специальности химик-технолог. Жил в Санкт-Петербурге. Работал на мыловаренном заводе А. Жукова; с 1915 года — директор завода.
Около 1906 года он начал собирать картины голландских мастеров. При этом наряду с вопросами истории западноевропейского искусства, он интересовался вопросами техники и технологии создания произведений. В 1908—1916 годах напечатал в журнале «Старые годы» ряд статей об изобразительном искусстве Нидерландов, а также по технике древнерусской живописи и о проблемах сохранения и реставрации полотен: «О материалах старинной картины» (1908); «По поводу реставрации эрмитажных картин» (1915). В 1935 году посмертно были изданы его «Очерки по истории техники живописи и технологии красок в Древней Руси».

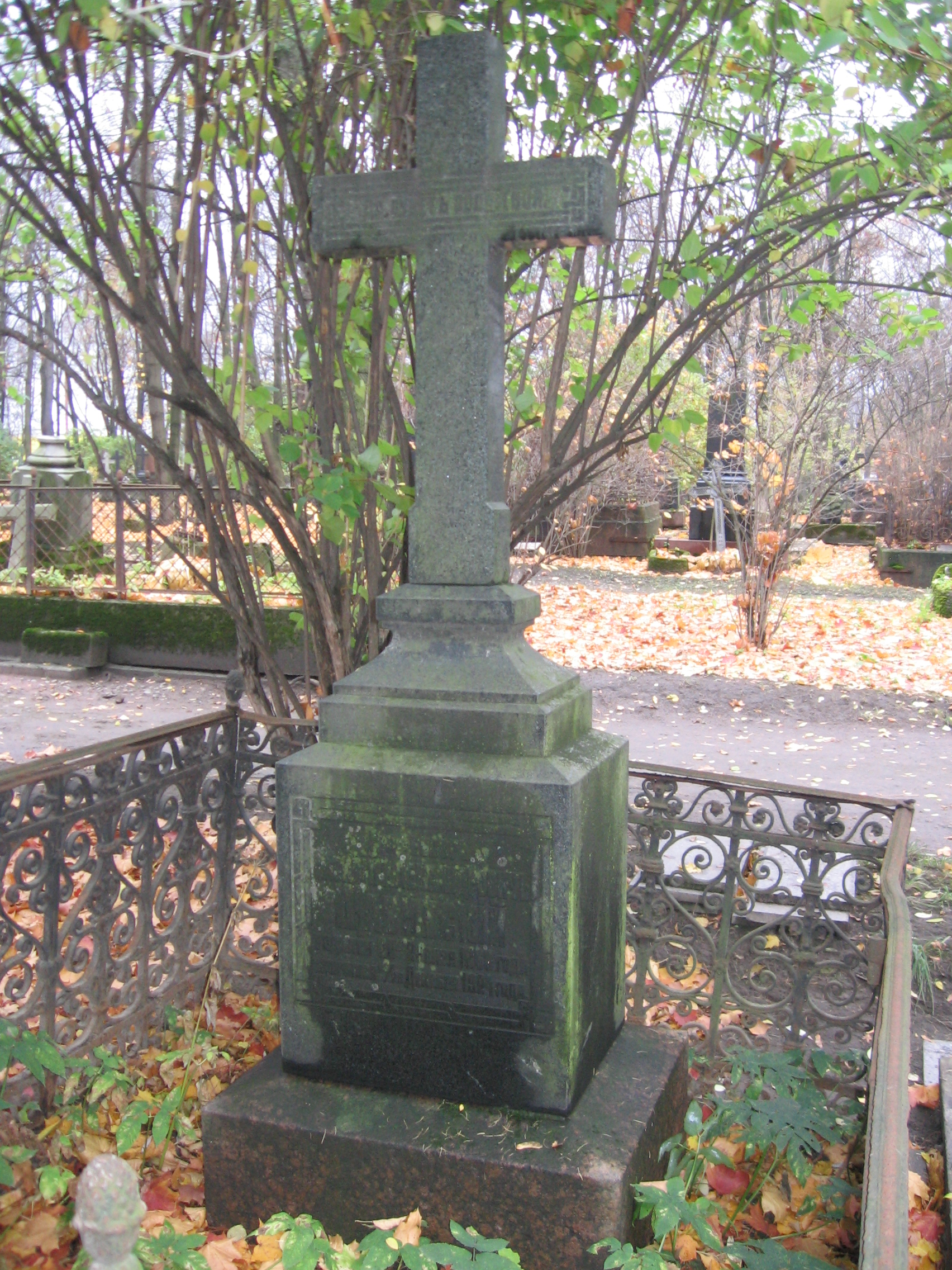
Могила В. А. Щавинского

Был убит уличными хулиганами 27 декабря 1924 года. Похоронен на Литераторских мостках Волковского кладбища в Санкт-Петербурге.

## Коллекция
Собирать картины начал в XX веке, под влиянием своего дяди М. П. Фабрициуса. К 1917 года его коллекция, согласно изданному в Петрограде Каталогу, насчитывала 150 картин. В 1914 году он стал одним из организаторов выставки «Искусство союзных народов», где экспонировалась часть картин из его собрания.
В 1923 году Щавинский завещал присоединить свою коллекцию живописи к киевскому собранию Б. И. Ханенко. После трагической смерти Щавинского его коллекция, усилиями вдовы К. Бурыкиной-Щавинской и при деятельном участии С. А. Гилярова, в 1926 году была передана, как было указано в завещании, в Киевский музей искусств ВУАН.
В коллекции Щавинского в основном были представлены произведения голландской и фламандской живописи; среди авторов:
- Питер Артсен («Поклонение пастухов»; в коллекции — с 1913 г.);
- Хендрик ван Бален («Богоматерь, окруженная ангелами»; в коллекции — с 1910 г.);
- Николас Питерс Берхем («На водопое»);
- Питер ван Блумен («Три всадника у палатки», «Сигнал к отъезду»[3]; обе в коллекции — с 1908 г.);
- Карл Брейдель («Кавалерийская стычка»; в коллекции — с 1910 г.);
- Ян ван Гойен («Три крестьянина на стогу»);
- Ян ван Кессель («Птичник»; приобретена на аукционе коллекции П. В. Деларова в 1915 г.);
- Гейсбрехт Лейтенс («Зимний пейзаж»);
- Мартин Пепейн («Трио» или «Концерт»);
- Питер Ластман («Вирсавия за туалетом»; в коллекции с 1912 года, ныне в Эрмитаже)[4].